# Karakışla
Karakışla é uma aldeia do distrito de Ulus, na Turquia, província de Bartene, que em 2010 tinha 126 habitantes.